# Marcel Molinès
Marcel Molinès (Chibli, Algèria, 22 de desembre de 1928 - Marsella, 1 de juliol del 2011) va ser un ciclista algerià que fou professional entre 1949 i 1954. El seu èxit esportiu més important fou la victòria en una etapa del Tour de França de 1950, el primer africà a aconseguir-ho.

## El Tour de 1950
El 1950 va prendre part al Tour en un equip format íntegrament per ciclistes nord-africans. Aquell estiu fou extremadament calorós i durant la 13a etapa, entre Perpinyà i Nimes, la calor era tan asfixiant que molts ciclistes es veieren obligats a aturar-se a la vora del mar per refrescar-se. La forta calor no afectava a tothom per igual, ja que Molinès i el seu company d'equip Abdel-Kader Zaaf, més acostumats a la calor de l'Àfrica, protagonitzaren una llarga escapada en què aconseguiren més de 16 minuts d'avantatge sobre el gran grup.
La diferència era tan gran que hauria permès a Zaaf convertir-se en el nou líder, però a manca de 15 km, assedegat, va agafar un bidó que li va oferir un espectador. El bidó resultà ser de vi i com a conseqüència Zaaf quedà una mica desorientat, reinicià la cursa en direcció contrària i finalment quedà adormit al costat de la carretera. De resultes d'aquest incident hagué d'abandonar aquesta edició del Tour.
Per contra, Molinès continuà endavant tot sol, i aconseguí arribar a Nimes amb més de 4 minuts d'avantatge sobre el gran grup. D'aquesta manera es convertí en el primer ciclista africà en guanyar una etapa del Tour de França.

## Altres curses
Un cop retirat del ciclisme es dedicà a fer de taxista, però sense deixar de participar en curses per a veterans. Així als anys 80 del segle xx va guanyar el Campionat d'Europa dels artesans per a més de 60 anys disputat a Hyères.

## Palmarès
- 1950
  - Vencedor d'una etapa al Tour de França
  - 8è del Midi Libre

### Resultats al Tour de França
- 1950. Abandona (18a etapa). Vencedor d'una etapa